# ادنا می اولیور
ادنا می اولیور (انگلیسی: Edna May Oliver؛ ۹ نوامبر ۱۸۸۳ – ۹ نوامبر ۱۹۴۲) یک هنرپیشه اهل ایالات متحده آمریکا بود.

## فیلم‌شناسی
از فیلم‌ها یا برنامه‌های تلویزیونی که وی در آن نقش داشته است می‌توان به آلیس در سرزمین عجایب، مشکل دشوار، دیوید کاپرفیلد، داستان دو شهر، طبل‌ها با چرخش پا و زنان کوچک اشاره کرد.

## مرگ
الیور مدت کوتاهی پس از تشخیص سرطان شکم در بیمارستان Cedars of Lebanon (مرکز پزشکی Cedars-Sinai امروز) در 59 سالگی خود در سال 1942 درگذشت و در قبرستان Forest Lawn Memorial Park در گلندیل، کالیفرنیا به خاک سپرده شد . 